# Textique
La textique est une discipline inaugurée en 1985 au Collège International de Philosophie, visant à élaborer une théorie unifiante des multiples structures de l'écrit. 
Elle a été fondée par Jean Ricardou et développée, sous sa direction, par un groupe informel de chercheurs ouvert à quiconque s’intéresse aux questions liées à l'écrit.
Un séminaire de textique se tient tous les ans au Centre culturel international de Cerisy-la-Salle  depuis 1989.

## Publications
- Gilles Tronchet (préf. Jean Ricardou), Un aperçu de la textique, Bruxelles, Les Impressions Nouvelles, coll. “Cahiers de Textique” n° 1, mai 2012, 195 p. (ISBN 978-2-87449-141-2, présentation en ligne)
- Jean Ricardou (préf. Jean Ricardou), Intelligibilité structurale du trait : accompagné de Textica 1, 2, 3, Bruxelles, Les Impressions Nouvelles, coll. “Cahiers de Textique” n° 2, mai 2012, 188 p. (ISBN 978-2-87449-142-9, présentation en ligne)
- Jean Ricardou (préf. Jean Ricardou), Grivèlerie : accompagné de Textica 1, 2, 3, Bruxelles, Les Impressions Nouvelles, coll. “Cahiers de Textique” n° 3, mai 2012, 82 p. (ISBN 978-2-87449-143-6, présentation en ligne)
- Jean Ricardou (préf. Jean Ricardou), Intellection textique partagée, Les Impressions nouvelles, coll. “Cahiers de Textique” n° 4, mars 2017, 76 p. (ISBN 978-2-87449-538-0, présentation en ligne)
- Jean Ricardou (préf. Jean Ricardou), Intellection textique de l'écrit, Les Impressions nouvelles, coll. “Cahiers de Textique” n° 5, mars 2017, 352 p. (ISBN 978-2-87449-539-7, présentation en ligne)
- Jean Ricardou (préf. Jean Ricardou), Intellection textique de l'écriture, Les Impressions nouvelles, coll. “Cahiers de Textique” n° 6, mars 2017, 62 p. (ISBN 978-2-87449-540-3, présentation en ligne)
- Jean Ricardou (préf. Gilles Tronchet), Intelligibilité structurale de la page, Bruxelles, Les Impressions nouvelles, coll. “Cahiers de Textique” n° 7, juin 2018, 360 p. (ISBN 978-2-87449-641-7, présentation en ligne)
- Jean Ricardou (préf. Gilles Tronchet), Salut aux quatre coins - Mallarmé à la loupe, Les Impressions nouvelles, coll. “Cahiers de Textique” n° 8, juin 2019, 480 p. (ISBN 978-2-87449-731-5, présentation en ligne)